# Мансфилд (Техас)
Мансфилд (англ. Mansfield) — город в США в округах Таррант, Джонсон и  Эллис штата Техас. Входит в состав агломерации Даллас — Форт-Уэрт. Город расположен преимущественно в округе Таррант, а также частично в округах Эллис и Джонсон. Он расположен примерно в 30 милях от Далласа и в 20 милях от Форт-Уэрта, гранича с Арлингтоном. По данным переписи 2020 года, численность населения составляла 72 602 человека, что больше, чем 56 368 человек в 2010 году.

## История
Город был инкорпорирован в 1890 году, продолжая оставаться центром окрестных сельскохозяйственных угодий.

## География
По данным Бюро переписи населения США, общая площадь города составляет 36,4 квадратных миль (94,3 км²), из которых 36,4 квадратных миль (94,2 км²) занимает суша, а 0,04 квадратных мили (0,1 км²), или 0,12%, — вода.

## Демография
| Год переписи                    | Нас.  |       | %±     |
| ------------------------------- | ----- | ----- | ------ |
| 1880                            | 249   |       | —      |
| 1890                            | 418   |       | 67,9%  |
| 1900                            | 694   |       | 66%    |
| 1910                            | 627   |       | −9,7%  |
| 1920                            | 719   |       | 14,7%  |
| 1930                            | 635   |       | −11,7% |
| 1940                            | 774   |       | 21,9%  |
| 1950                            | 964   |       | 24,5%  |
| 1960                            | 1375  |       | 42,6%  |
| 1970                            | 3658  |       | 166%   |
| 1980                            | 8102  |       | 121,5% |
| 1990                            | 15607 |       | 92,6%  |
| 2000                            | 28031 |       | 79,6%  |
| 2010                            | 56368 |       | 101,1% |
| 2020                            | 72602 |       | 28,8%  |
| 2023                            | 78524 | [ 8 ] | 8,2%   |
| 1880–2023 U.S. Decennial Census |       |       |        |

Согласно переписи населения США 2020 года, в городе проживало 72 602 человека, насчитывалось 22 760 домохозяйств и 18 066 семей. Расовый и этнический состав населения по состоянию на 2020 год был следующим: 49,04% — белые неиспаноязычные, 21,4% — афроамериканцы, 0,35% — коренные американцы, 5,48% — азиаты, 0,07% — жители островов Тихого океана, 0,46% — представители других рас, 4,72% — представители смешанных рас и 18,49% — латиноамериканцы или латиноамериканцы любой расы. Расовый и этнический состав населения в 2010 году был следующим: 64,4% — неиспаноязычные белые, 14,2% — чернокожие или афроамериканцы, 0,6% — коренные американцы, 1,5% — вьетнамцы, 2,2% — другие азиаты, 0,1% — жители островов Тихого океана, 0,2% — неиспаноязычные представители других рас, 2,8% — представители двух или более рас и 15,4% — испаноязычные или латиноамериканцы. 5996 жителей города родились за границей.